# 철주성 전투
철주성 전투(鐵州城戰鬪)는, 고려 고종(高宗) 18년(1231년) 압록강을 건너 고려로 쳐들어온 몽골군이 8월 29일(양력 9월 26일) 고려 북계의 철주(鐵州, 지금의 평안북도 철산군)에서 철주성의 고려군과 충돌한 전투로, 고려군이 몽골군과 교전한 첫 번째 전투이기도 하였다. 전투 끝에 고려군은 패했고 성은 함락되었다. 

## 전개
몽골의 사신 저고여가 압록강 어귀에서 피살당한 사건에 대해 고려에 책임을 묻는다는 구실로, 고려 고종 18년(1231년) 7월 원수 살리타이가 이끄는 몽골군이 압록강을 건너 고려를 공격하였다. 당시 살리타이의 군은 압록강을 건넌 뒤 함신진(咸新鎭, 의주)을 거쳐 두 갈래로 나누어졌는데, 살리타이의 부대는 압록강 하구에서 서해 연안을 따라 내려가 정주, 인주, 용주를 거쳐 선주, 곽주를 함락시키면서 남하하였다. 
처음 몽골군의 목표가 된 함신진은 부사(副使) 전한(全僩)이 방수장군(防守將軍) 조숙창(趙叔昌)과 모의하고 전투 없이 항복해 버렸고, 몽골군은 조숙창을 내세워 삭주(朔州)·선덕진(宣德鎭)에 몽골군에 저항하지 말고 항복할 것을 권유하게 하였다. 철주는 압록강을 넘어와 남하하는 군세가 반드시 통과해야 하는 요지에 위치해 있었으며, 철주성 전투는 8월 중순에 벌어졌다. 
몽골이 고려를 본격적으로 공격하기 전, 우가하나 동진의 군사가 변경을 약탈할 때에도 몽골인처럼 변장하고 침공하는 경우가 있었으므로 고려군은 진짜 몽골군이 쳐들어온 것인지 반신반의하였는데, 몽골군은 가는 곳마다 "진짜 몽골군이 왔다. 마땅히 빨리 나와 항복하라."라고 외치게 하였다. 철주성 아래에 이르러, 몽골군은 앞서 포로로 잡은 서창낭장(瑞昌郞將) 문대(文大)를 시켜 똑같이 외치게 하였는데, 문대는 철주성 앞에서 "가짜 몽골병이 왔다. 항복하지 말라."고 외쳤다. 몽골군은 문대를 죽이겠다고 협박하며 다시 외치게 했으나, 문대는 여전히 다시 앞서와 같이 외쳤고, 결국 몽골군에게 죽임을 당했다.
철주방어사 이원정(李元禎)이 지키고 있던 철주성은 항복하지 않았고, 몽골군은 철주성에 대한 공격을 개시하였다. 전투는 보름이나 지속되었고 마침내 철주성 안에 양식이 다하여 전투를 지속하지 못하게 되자 그 자신의 처자를 포함한 성안의 부녀자와 어린아이들을 창고에 모아 넣고 불을 지르게 한 다음 그 자신도 불길에 뛰어들어 자결하였으며, 판관 이희적(李希勣)도 남은 장정들을 거느리고 스스로 목을 찔러 자결하였다.
철주는 함락되었고 몽골군에 의해 도륙당하였다. 이어 몽골군은 9월 귀주성을 공격하였다(귀주성 전투). 
한편 몽골에 항복했던 함신진은 이후 고려 조정에 사자를 보내어 조정에서 만약 배를 보내주면, 몽골인 소미생(小尾生) 등을 모두 죽이고 성 사람들을 모두 데리고서 서울로 가겠다고 알렸고, 고려 조정은 김영시(金永時) 등 30명에게 명령하여 배를 준비해서 가게 하였다. 함신진에 있던 몽골인들은 고려군에 의해 죽임을 당하였으나 소미생은 먼저 알고 도망쳐버렸다. 함신진부사 전한은 서리(胥吏)와 백성들을 인솔하여 압록강 유역의 신도(薪島)로 들어가 지키다가, 뒤에 가족과 함께 뱃길로 강도(江島)로 오던 중 바다에 빠져 죽었다.

## 쌍충사(雙忠祠)
철주성 전투가 벌어졌던 평안북도 철산군에는 전투 당시 몽골군과 싸우다 힘이 다하자 자결한 방어사 이원정과 판관 이희적 두 사람을 기리는 사당이 세워졌다. 쌍절묘(雙節廟)라고도 불린 이 사당은 철산 남쪽 30리에 위치한 옛 토성 안에 있었으며, 융경 임신년 즉 조선 선조 5년(1572년)에 세워졌다고 알려졌다. 순찰사 윤의중(尹毅仲)이 순시 도중에 철산을 방문했을 때 장녕관(長寧館)에서 묵다가 꿈에 갑옷 입은 두 사람이 나타나서 혼령을 위로할 곳을 세워 달라고 윤의중에게 부탁하였으며, 꿈에서 깬 윤의중이 철산의 노인들에게 물어보아 이원정과 이치적 두 사람의 사연과 그들의 사당을 확인하였다. 사당은 당시 길 옆에 거의 다 쓰러져가는 상태로 있었으며, 윤의중은 곧 조정에 이를 알리고 사당을 서림에 옮겨 세우게 하였다.
조선의 예조에서는 쌍충사에 모시는 위패는 철주수이공지위(鐵州守李公之位)와 철주판관이공지위(鐵州判官李公之位)로 쓰고, 봄·가을 중월(仲月) 상정일(上丁日)·상무일(上戊日)에 문선왕(文宣王) · 사직의 제사를 지낸 뒤의 상경일(上庚日)에 쌍충사에서 제사를 올릴 것을 아뢰었다.
오산 차천로(車天輅, 1556년 ~ 1615년)와 청음 김상헌(金尙憲, 1570년 ~ 1652년)이 쌍충사에 대한 시를 남기기도 하였다.